# Astroblepus
Astroblepus is een geslacht van straalvinnige vissen uit de familie van de klimmeervallen (Astroblepidae).

## Soorten
- Astroblepus acostai (Ardila Rodríguez, 2011)
- Astroblepus ardiladuartei (Ardila Rodríguez, 2015)
- Astroblepus ardilai (Ardila Rodríguez, 2012)
- Astroblepus bellezaensis (Ardila Rodríguez, 2015)
- Astroblepus boulengeri (Regan, 1904)
- Astroblepus brachycephalus (Günther, 1859)
- Astroblepus cacharas Ardila Rodríguez, 2011
- Astroblepus caquetae Fowler, 1943
- Astroblepus chapmani (Eigenmann, 1912)
- Astroblepus chimborazoi (Fowler, 1915)
- Astroblepus chinchaoensis (Ardila Rodríguez, 2014)
- Astroblepus chotae (Regan, 1904)
- Astroblepus cirratus (Regan, 1912)
- Astroblepus cyclopus (Humboldt, 1805)
- Astroblepus eigenmanni (Regan, 1904)
- Astroblepus festae (Boulenger, 1898)
- Astroblepus fissidens (Regan, 1904)
- Astroblepus formosus Fowler, 1945
- Astroblepus frenatus Eigenmann, 1918
- Astroblepus grixalvii Humboldt, 1805
- Astroblepus guentheri (Boulenger, 1887)
- Astroblepus heterodon (Regan, 1908)
- Astroblepus homodon (Regan, 1904)
- Astroblepus itae (Ardila Rodríguez, 2011)
- Astroblepus jimenezae (Ardila Rodríguez, 2013)
- Astroblepus jurubidae Fowler, 1944
- Astroblepus labialis Pearson, 1937
- Astroblepus latidens Eigenmann, 1918
- Astroblepus longiceps Pearson, 1924
- Astroblepus longifilis (Steindachner, 1882)
- Astroblepus mancoi Eigenmann, 1928
- Astroblepus mariae (Fowler, 1919)
- Astroblepus marmoratus (Regan, 1904)
- Astroblepus martinezi (Ardila Rodríguez, 2013)
- Astroblepus mendezi (Ardila Rodríguez, 2014)
- Astroblepus micrescens Eigenmann, 1918
- Astroblepus mindoensis (Regan, 1916)
- Astroblepus mojicai (Ardila Rodríguez, 2015)
- Astroblepus moyanensis (Ardila Rodríguez, 2014)
- Astroblepus nettoferreirai (Ardila Rodríguez, 2015)
- Astroblepus nicefori Myers, 1932
- Astroblepus orientalis (Boulenger, 1903)
- Astroblepus ortegai (Ardila Rodríguez, 2012)
- Astroblepus peruanus (Steindachner, 1876)
- Astroblepus phelpsi Schultz, 1944
- Astroblepus pholeter Collette, 1962
- Astroblepus pirrensis (Meek & Hildebrand, 1913)
- Astroblepus praeliorum Allen, 1942
- Astroblepus prenadillus (Valenciennes, 1840)
- Astroblepus putumayoensis (Ardila Rodríguez, 2015)
- Astroblepus quispei (Ardila Rodríguez, 2012)
- Astroblepus regani (Pellegrin, 1909)
- Astroblepus rengifoi Dahl, 1960
- Astroblepus retropinnus (Regan, 1908)
- Astroblepus riberae Cardona & Guerao, 1994
- Astroblepus rosei Eigenmann, 1922
- Astroblepus sabalo (Valenciennes, 1840)
- Astroblepus santanderensis Eigenmann, 1918
- Astroblepus simonsii (Regan, 1904)
- Astroblepus stuebeli (Wandolleck, 1916)
- Astroblepus supramollis Pearson, 1937
- Astroblepus taczanowskii (Boulenger, 1890)
- Astroblepus tamboensis (Ardila Rodríguez, 2014)
- Astroblepus theresiae (Steindachner, 1907)
- Astroblepus trifasciatus (Eigenmann, 1912)
- Astroblepus ubidiai (Pellegrin, 1931)
- Astroblepus unifasciatus (Eigenmann, 1912)
- Astroblepus vaillanti (Regan, 1904)
- Astroblepus vanceae (Eigenmann, 1913)
- Astroblepus ventralis (Eigenmann, 1912)
- Astroblepus whymperi (Boulenger, 1890)